# 6-й Венецианский кинофестиваль
6-й международный Венецианский кинофестиваль проходил с 8 по 14 августа 1938 года. На фестивале были показаны французские ретроспективные фильмы, снятые в период с 1891 по 1933 года.

## Жюри
- Джузеппе Вольпи (Президент)(Италия)
- Улаф Андерссон (Швеция)
- Луиджи Фредди (Италия)
- Милош Гавел (Чехословакия)
- Невилл Кирни (Великобритания)
- Рене Жан (Франция)
- Освальд Лених (Германия)
- Антонио Мараини (Италия)
- Умберту Мауру (Бразилия)
- Эдмон Моро (Швейцария)
- Эйтель Монако (Италия)
- Рышард Ордынский (Польша)
- Джакомо Паолуччи де Кальболи Борне (Италия)
- Альфонсо Ривас Бустаманте (Мексика)
- Гарольд Смит (США)
- Юндзо Сато (Япония)
- Ф. Л. Терон (ЮАР)
- Карл Венсан (Бельгия)
- Луис Виллани (Венгрия)

## Фильмы основной конкурсной программы

### Аргентина
- Сплетница / La chismosa, фильм Энрике Сусини

### Бельгия
- Песнь плотника / Het lied van het linnen, фильм Шарля Декекелейра (к/м)
- Темы вдохновения / Thema's van de inspiratie, фильм Шарля Декекелейра (к/м)

### Бразилия
- Виктория Регия / Victoria Regia, (к/м)
- Небо Бразилии / O ciel de Brasile (к/м)

### Великобритания
- Пигмалион / Pygmalion, фильм Энтони Асквита и Лесли Хоуарда
- Барабан / The Drum, фильм Золтана Корда (1937)
- Ошеломляйте новостями / Break the News, фильм Рене Клера
- Британский флот / British Movietone News (к/м)
- Рыболовный сезон / Catch of the Season (к/м)
- Пять лиц / Five Faces, фильм Алекса Шоу (к/м)
- Британские киноновости / British Movitone News (к/м)
- Газетные сюжеты / Gazette Subjects (к/м)
- Короли в изгнании / Kings in Exile, фильм Г. В. МакФерсона (к/м)
- От обезьяны к человеку / Monkey into Man, фильм Стенли Хэйеса (к/м)
- Северное море / North Sea, фильм Гарри Вотта (к/м)
- Из всех весёлых мест / Of All the Gay Places, фильм Дональда Тейлора (к/м)
- Современный дух / The Modern Spirit (к/м)
- Нефть из земли / Oil from the Earth (к/м)
- Прелюдия к полёту / Prelude to Flight, фильм Д'Арси Картрайта (к/м)
- Годовое обозрение / Review of Year (к/м)
- Скажи, если больно / Tell Me if Hurts (к/м)
- Охрана воздуха / Watch and Ward in the Air (к/м)

### Венгрия
- Случай с юношей Ности, / A Noszty fiú esete Tóth Marival, фильм Иштвана Шекели
- Рези Пентек, / Péntek Rézi фильм Ладислао Вайды
- Обучение в Венгрии (к/м)
- Искусство венгерской деревни ungherese (к/м)
- Pax vobiscum (к/м)
- Св. Иштван / Sv. Istvan (к/м)

### Германия
- Родина / Heimat, фильм Карла Фрёлиха
- Отпуск под честное слово / Urlaub auf Ehrenwort, фильм Карла Риттера (1937)
- Примерный супруг / Der Mustergatte, фильм Вольфганга Либенайнера (1937)
- Бродячий народ / Fahrendes Volk, фильм Жака Фейдера
- Иветта / Yvette, фильм Вольфганга Либенайнера
- Олимпия / Olympia, фильм Лени Рифеншталь
- Затерянные следы / Verwehte Spuren, фильм Файта Харлана
- Царство пчёл / Der Bienen staat, фильм Ульриха К.Т. Шульца (к/м)
- Немецкие гоночные машины на фронте / Deutsche rennwagen in front, фильм Ф.А.Р. Штолля (к/м)
- Богатство красок морской глубины / Farbenpracht auf dem Meeresgrund, фильм Ульриха К.Т. Шульца (к/м)
- Лётчик — Радист — Канонир / Flieger - Funker - Kanoniere, фильм Мартина Рикли (к/м)
- Пернатые гости на побережье Балтийского моря / Gefiederte strandgaste an der ostsee, фильм Ульриха К.Т. Шульца (к/м)
- Степь / Heide, фильм Вольфа Харта (к/м)
- Холодно, холоднее, совсем холодно! / Kalt..., kälter..., am kältesten!, фильм Мартина Рикли (к/м)
- Постоянные гости Северного моря / Stammgäste an der Nordsee, фильм Ульриха К.Т. Шульца (к/м)
- Охота с камерой на тюленей / Kamerajagd auf seehunde, фильм Ульриха К.Т. Шульца (к/м)
- Стрекозы / Libellen, фильм Ульриха К.Т. Шульца (к/м)
- Лоцманы воздуха / Lotsen der luft, фильм Ханса Ф. Вильгельма (к/м)
- Природа и техника / Natur und Technik, фильм Ульриха К.Т. Шульца (к/м)
- Мастер рифмы из Вюрцбурга / Riemenschneider - Der Meister von Würzburg, фильм Вальтера Хоге (к/м)
- Быстрые улицы / Schnell Straßen, фильм Рихарда Штайнпфлунга (к/м)
- Мелодии Шварцвальда / Schwarzwald Melodie, фильм Ульриха К.Т. Шульца (к/м)
- Крутой берег / Steilkäste, фильм Ханса Рихтера (к/м)
- Каракатицы / Tintenfische, фильм Ульриха К.Т. Шульца (к/м)
- U.F.A. Wochenschau

### Голландия
- Нидерланды / Nederland (к/м)
- Пираты воздуха / Sky Pirates, фильм Георга Паля (к/м)

### Индия
- Неожиданный / Duniya Na Mane, фильм В. Шантарама (1937)

### Италия
- Пилот Лючано Серра / Luciano Serra pilota, фильм Гоффредо Алессандрини
- Джузеппе Верди / Giuseppe Verdi, фильм Кармине Галлоне
- Похитили человека / Hanno rapito un uomo, фильм Дженнаро Ригелли
- Под южным крестом / Sotto la croce del sud, фильм Гвидо Бриньоне
- Гармонии Пуччини / Armonie pucciniane, фильм Джорджо Феррони (к/м)
- Фонтаны Рима / Fontane di Roma, фильм Марио Коста (к/м)
- В огнях Рима / Nella luce di Roma (к/м)
- Удивительный мир / Un mondo meraviglioso, фильм Роберто Оменья (к/м)

### Мексика
- Давай, Понсиано! / ¡Ora Ponciano!, фильм Габриэля Сориа
- Там, на большом ранчо / Allá en el Rancho Grande, фильм Фернандо де Фуэнтеса

### Норвегия
- Норвегия / Norge, фильм Д. Сандмайера (к/м)

### Польша
- Гений сцены / Geniusz sceny, фильм Ромуальда Гантковского
- Галька / Halka, фильм Юлиуша Гардана
- Импровизация / Improwizacja (к/м)
- Метеор / Meteor, фильм Альберта Выверки (к/м)
- Оловянные солдатики / Olowiane zolnierziki (к/м)

### Соединённые Штаты Америки
- Приключения Тома Сойера / The Adventures of Tom Sawyer, фильм Нормана Таурога
- Иезавель / Jezebel, фильм Уильяма Уайлера
- Мария-Антуанетта / Marie Antoinette, фильм В.С. Ван Дайка
- Птенцы матушки Кэри / Mother Carey's Chickens, фильм Роулэнда В. Ли
- Лётчик-испытатель / Test Pilot, фильм Виктора Флеминга
- Регтайм-бэнд Александера / Alexander's Ragtime Band, фильм Генри Кинга
- Голдвин Фоллиз / The Goldwyn Follies, фильм Джорджа Маршалла
- Белые знамёна / White Banners, фильм Эдмунда Гоулдинга
- Сенсация Парижа / The Rage of Paris, фильм Генри Костера
- Белоснежка и семь гномов / Snow White and the Seven Dwarfs, фильм Перса Пирса, Ларри Мори, Уильяма Коттрелла, Уилфреда Джексона и Бена Шарпстина (1937)
- Оживлённая леди / Vivacious Lady, фильм Джорджа Стивенса
- Пленник Зенды / The Prisoner of Zenda, фильм Джона Кромуэлла (1937)
- Река / The River, фильм Пере Лоренца (1937) (к/м)
- Вечер в кино / A Night at the Movies, фильм Роя Роулэнда (1937) (к/м)
- Аудиоскопии / Audioscopiks, фильм Якоба Ловенталя и Джона Норлинга (к/м)
- Выходной вечер в баре Рэка / Bar-Rac's Night Out, фильм Эрла Фрэнка (1937) (к/м)
- Симфония фермерского двора / Farmyard Symphony, фильм Джека Каттинга (к/м)
- Маленький Бак Чизер / Little Buck Cheeser, фильм Рудольфа Изинга и Джона Хэрмона (1937) (к/м)
- Восточный рай / Oriental Paradise, фильм Джеймса А. Фицпатрика (1937) (к/м)
- Попай-моряк встречает Али-Бабу 40 разбойников / Popeye the Sailor Meets Ali Baba's Forty Thieves, фильм Дэйва Флейшера (1937) (к/м)
- Романс радия / Romance of Radium, фильм Жака Турнера (1937) (к/м)
- Небесный полёт / Ski Flight, фильм Джерома Хилла (к/м)
- Храбрый портняжка / The Brave Little Tailor, фильм Билла Робертса (к/м)

### Франция
- Злоупотребление доверием / Abus de confiance, фильм Анри Декуэна (1937)
- Набережная туманов / Le Quai des brumes, фильм Марселя Карне
- Вход для артистов / Entrée des artistes, фильм Марка Аллегре
- Игрок в шахматы / Le Joueur d'échecs, фильм Жана Древиля
- Тюрьма без решёток / Prison sans barreaux, фильм Леонида Моги
- Рамунчо / Ramuntcho, фильм Рене Барбери
- Невиновный / L'Innocent, фильм Мориса Каммажа
- Умирающий лебедь / La Mort du cygne, фильм Жана Бенуа-Леви и Мари Эпштейн
- Синяя Борода / Barbe-Bleue, фильм Жана Пенлеве (1937) (к/м)
- Суматоха битвы / Branlebas de combat, фильм Этьена Лалье (1935) (к/м)
- Небесные пираты / Fregates du ciel, фильм Марселя де Юбша (к/м)
- Сады Франции / Jardins de la France, фильм Луи Кюни (к/м)
- Каракорам / Karakoram, фильм Анри де Сегонье (1937) (к/м)
- Холод / Le Froid, фильм Марка Кантагреля (к/м)
- Ракетный двигатель / Le Moteur à explosion, фильм Жана Бреро (к/м)
- Сильный свет / Le Grandes loueurs, фильм Жана-Клода Бернара (к/м)
- Рубенс и его время / Rubens et son temps, фильм Рене Юига (к/м)
- Версаль, резиденция королей / Versailles cité royale, фильм Жака Шильца (к/м)
- Путешествие во Францию высочайших британцев / Voyage en France de souverains britanniques (к/м)

### Чехословакия
- Девственность / Panenství, фильм Отакара Вавры (1937)
- Братья Гордубалы / Hordubalové, фильм Мартина Фрича (1937)
- Корпорация девственниц с Кутна Горы / Cech panen kutnohorských, фильм Отакара Вавры
- Философская история / Filosofská historie, фильм Отакара Вавры (1937)
- Мир, в котором нищенствуют / Svet kde se zebrá, фильм Мирослава Цикана
- Путь из тени / Cesta ze stínu, фильм Йиржи Вайса (к/м)
- Дайте нам крылья / Dejte nám kridla, фильм Йиржи Вайса (к/м)
- Пойдём с нами / Pojd s námi, фильм Йиржи Вайса (к/м)
- Погоня за лисой / Homba zaliskon (к/м)
- Идея ищет свет / Myslenka hledající svetlo, фильм Карела Додела и Ирены Додаловой (к/м)

### Швейцария
- Албания / Albanie, фильм Г. Клебера (к/м)
- Швейцарские местные органы управления / Die schweizer landesgemeinde, фильм Эдуарда Пробоста (к/м)
- Люди и машины / Hommes et machines (к/м)
- Покорение неба / La Conquète du ciel, фильм Ханса Рихтера (к/м)
- Микельанджело — Жизнь титана / Michelangelo - La Vie d'un titan, фильм Курта Ортеля (к/м)

### Швеция
- Лицо женщины / En kvinnas ansikte, фильм Густава Муландера
- Юлотта / Julotta, фильм Йесты Роозлинг (к/м)
- С каноэ в Лапландии / Med cannot till Lapllands fjäll (к/м)
- Сокровище в Скогене / Skatten i skagen, фильм Гуннара Скоглунда (к/м)
- Иностранец в Стокгольме / En Utlänning ser pä Stockholm, фильм Вилли Гольдбергера (к/м)

### Южно-Африканский Союз
- В стране красных попон / In the Land of the Red Blanket (к/м)
- Люди племени Свази / Swazi People (к/м)
- Брачные обряды племени Амазула / The Marriage Customs of the Amazzula (к/м)
- Величайший в мире заповедник / The World's Greatest Life Sanctuary (к/м)

### Япония
- Патруль / 五人の斥候兵 / Gonin no sekkōhei, фильм Томотака Тадзака
- Дети на воздухе / 風の中の子供 / Kaze no naka no kodomo), фильм Хироси Симидзу
- Жизнь начальной школы в Японии (к/м)
- Симфония Токио (к/м)
- Балага, пампасы Монголии (к/м)

## Награды
- Кубок Муссолини присуждён двум фильмам:
  - Пилот Лючано Серра, фильм Гоффредо Алессандрини
  - Олимпия, фильм Лени Рифеншталь
- Большой приз фестиваля:
  - Белоснежка и семь гномов, фильм продюсера Уолта Диснея (США)
- Кубок международного жюри присуждён Франции за удачный подбор фильмов
- Кубок Вольпи:
  - Лучший актёр: Лесли Хоуард, фильм Пигмалион
  - Лучшая актриса: Норма Ширер, фильм Мария-Антуанетта
- Другие кубки были вручены:
  - Приключения Тома Сойера, фильм Нормана Таурога (США)
  - Барабан, фильм Золтана Корда (Великобритания)
  - Патруль, фильм Томокаки Тасаки (Япония)
  - Тюрьма без решёток, фильм Леонида Моги (Франция)
  - Корпорация девственниц с Кутна Горы, фильм Отакара Вавры (Чехословакия)
  - Джузеппе Верди / Giuseppe Verdi, фильм Кармине Галлоне (Италия)
- Специальные медали за режиссуру:
  - Отпуск под честное слово, фильм Карла Риттера (Германия)
  - Набережная туманов, фильм Марселя Карне (Франция)
  - Микеланджело: Жизнь Титана, фильм Курта Ортеля (Швейцария)
- Специальные медали за сценарий:
  - Гений сцены, фильм Ромуальда Гантковского (Польша)
  - Ошеломляйте новостями, фильм Рене Клера (Великобритания)
- Специальные медали за артистический ансамбль:
  - Лицо женщины, фильм Густава Муландера (Швеция)
  - Оживленная леди, фильм Джорджа Стивенса (США)
  - Иезавель, фильм Уильяма Уайлера (США)
  - Бродячий народ, фильм Жака Фейдера (Германия)
  - Там, на большом ранчо, фильм Фернандо де Фуэнтеса (Мексика)
- Специальные медали за актёрскую игру:
  - Похитили человека, фильм Дженнаро Ригелли (Италия)
  - Сенсация Парижа, фильм Генри Костера (США)
  - Примерный супруг, фильм Вольфганга Либенайнера (Германия)
- Специальные медали за технику:
  - Под южным крестом, фильм Гвидо Бриньоне (Италия)
  - Голдвин Фоллиз, фильм Джорджа Маршалла (США)
- Металлическая дощечка с надписью — «За лучший документальный фильм» присуждена двум фильмам:
  - Река, фильм Пере Лоренца (США) (к/м)
  - В огнях Рима (Италия) (к/м)
- Специальная рекомендация:
  - На большом ранчо, фильм Фернандо Де Фуэнтеса
  - Ошеломляйте новостями, фильм Рене Клера
  - Идеальный муж, фильм Хайнца Рюманна
  - Лицо женщины, фильм Густава Муландера
  - Затравленный фокусник, фильм Жака Фейдера
  - Гений сцены, фильм Людвика Сольского
  - Они похитили мужчину, фильм Дженнаро Ригелли
  - Иезавиль, фильм Уильяма Уайлера
  - Набережная туманов, фильм Марсель Карне
  - Микеланджело: Жизнь Титана, фильм Курта Ортеля
  - Под Южным крестом, фильм Гуидо Бриньоне
  - Гнев Парижа, фильм Генри Костера
  - Вдохновение художника, фильм Чарльза Декукелера
  - Отпуск на честное слово, фильм Карла Риттера
  - Оживленная леди, фильм Джорджа Стивенса

- Лучший режиссёр: Отчизна, фильм Карла Фрёлиха
- Медаль: Природа и Техника, фильм Ульрих Кейти Шульц
- Приз за лучший короткометражный фильм:
  - Гармонии Пуччини, фильм Джорджо Феррони
  - Каракорам, фильм Анри де Сагонье
  - Святой Иштван (Magyar Film Iroda)
- Приз за лучший обучающий или научный фильм:
  - Пасека, фильм Ульриха Кейти Шульца